# Le Mariage pendant 10-15 ans
Le Mariage pendant 10-15 ans (en russe : Brak tcherez 10-15 let) est une nouvelle d’Anton Tchekhov, parue en 1885.

## Historique
Le Mariage pendant 10-15 ans est initialement publié dans la revue russe Le Journal de Pétersbourg, no 317, du 18 novembre 1885, sous le pseudonyme A.Tchekhonte. Aussi traduit en français sous le titre Le Mariage dans dix ou quinze ans.

## Résumé
Une demoiselle est assise dans son salon. Elle est habillée à la dernière mode : une coiffure invraisemblable et sur la poitrine une broche énorme. Arrive M Balalaïkine. Il est missionné par la « société pour la conclusion des heureux mariages » et lui rappelle les termes de l’annonce qu’elle a faite. Elle donne quarante mille roubles d’argent payable par versements sur une année et cinq mille roubles de meubles.
Puis, M Balalaïkine présente le dossier d’un homme de cinquante-deux ans : rhumatisant, bouffi, endetté chez tous les commerçants, il sait au besoin écouler les faux-coupons. Dernière chose importante, il a été condamné deux fois pour dilapidation et un procès l’attend pour faux.
La demoiselle hésite. M Balalaïkine lui demande de prendre sa décision immédiatement, car il peut y avoir d’autres offres de dernière minute. Elle accepte et lui verse un acompte sur ses honoraires, sans oublier de lui demander un reçu. Elle est heureuse : elle est aimée et elle aime. C’est ainsi que les mariages se feront dans un proche avenir : fini les baisers volés dans les allées sombres.

## Édition française
- Le Mariage dans dix ou quinze ans, dans Œuvres de A.Tchekhov 1885, traduit par Madeleine Durand et Édouard Parayre, Les Éditeurs Français Réunis, 1955, numéro d’éditeur 431.